# براينت تشانغ
براينت تشانغ (بالصينية: 張睿家) هو ممثل تايواني، ولد في 31 مارس 1985.

## وصلات خارجية
- براينت تشانغ على موقع IMDb (الإنجليزية)
- براينت تشانغ على موقع أول موفي (الإنجليزية)
- براينت تشانغ على موقع قاعدة بيانات الفيلم (الإنجليزية)